# Geschiedenis van Antigua en Barbuda

De vlag van Antigua en Barbuda

De geschiedenis van Antigua en Barbuda, een land in het oosten van de Caraïbische Zee, is op te delen in drie verschillende periodes: de bewoning door indianen, de overheersing door het Verenigd Koninkrijk en als onafhankelijk land.

## Inheemse bevolking
Antigua en Barbuda werd voor de overheersing door Europese mogendheden bewoond door Ciboney, een groep indianen die leefden in het Caraïbisch gebied. De eerste beschaving op het eiland gaat terug tot 2900 v.Chr. Later, rond 1200 n.Chr. werd het eiland bewoond door Arowakken. 
Waarschijnlijk is het land door veel meer groepen mensen bewoond, maar doordat de eerste Europese kolonisten de verschillende bevolkingsgroepen niet goed konden onderscheiden is er maar weinig bekend over de bevolkingssamenstelling.

## Europese overheersing

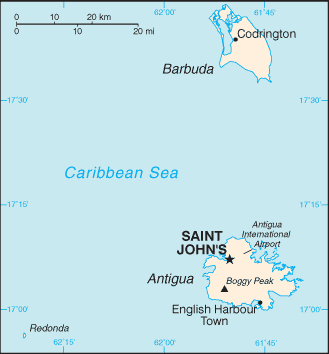
Kaart van Antigua en Barbuda

Christoffel Columbus kwam in 1493 aan op de eilanden en noemde het grootste Santa Maria de la Antigua. Het heeft echter lang geduurd voordat het eiland werd overheerst door Europeanen, omdat de inheemse bevolking dit heel erg lang heeft kunnen tegenhouden. In 1632 werden de eilanden dan toch veroverd door Engeland en werden ze onderdeel van het Britse Rijk.
Net zoals in veel andere koloniën werden heel veel slaven uit Afrika naar de eilanden gebracht om op de plantages te werken en zodoende veranderde de bevolkingssamenstelling enorm. 
In de 18e eeuw lag het hoofdkwartier van de Britse marine in de Caraïbische gebieden op Antigua en Barbuda. 

## Onafhankelijkheid
In 1981 werd het land onafhankelijk van het Verenigd Koninkrijk maar bleef lid van het Gemenebest van Naties en hield Elizabeth II van het Verenigd Koninkrijk als staatshoofd. Het hoofd van de regering is sinds 2014 premier Gaston Browne.